# Dydym Aleksandryjski

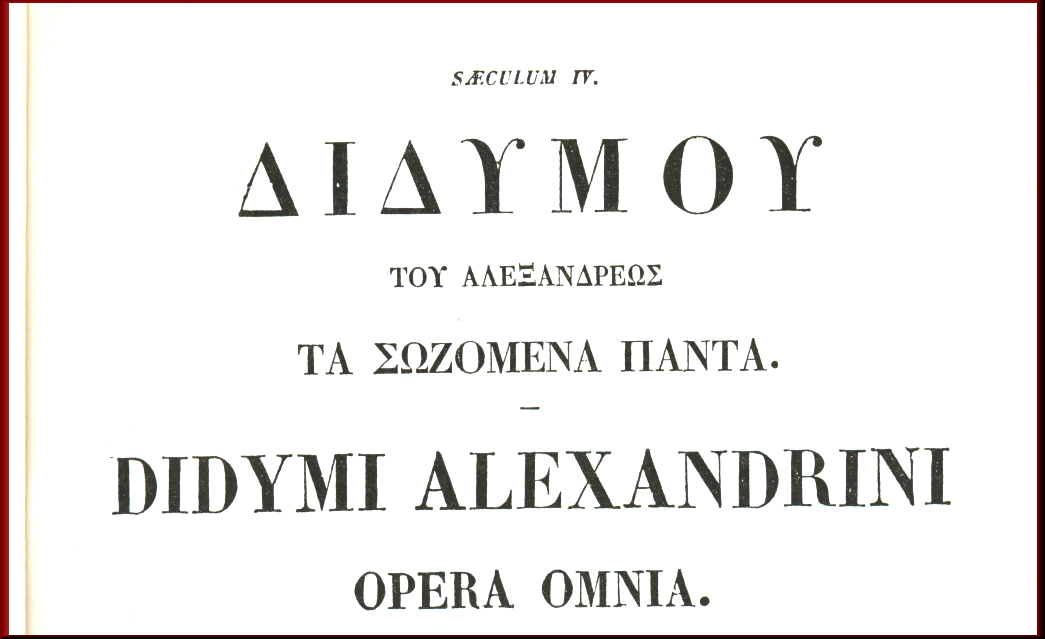
Patrologia Graeca 39 - strona tytułowa, Paryż 1858.

Dydym Aleksandryjski, Didymus zwany Ślepym (ur. ok. 313 w Aleksandrii, zm. tamże w 398) – wczesnochrześcijański pisarz kościelny i teolog. W dzieciństwie utracił wzrok, ale poprzez słuchanie nauk, kazań i czytań zdobył taką wiedzę, że napisał szereg prac egzegetycznych i teologicznych, w których wzorował się na poglądach Orygenesa. Przez kilka lat był rektorem Szkoły Katechetycznej w Aleksandrii.

## Życie
Dydym stracił wzrok w czwartym roku życia i w związku z tym nie umiał czytać ani pisać (choć według starożytnego historyka Sozomena, Dydym uczył się dotykając palcami wyżłobionych głęboko na tabliczce znaków literowych). Pomimo tego zdobył wszechstronne wykształcenie ogólne (posiadł m.in. znajomość gramatyki, logiki, retoryki, muzyki, arytmetyki oraz geometrii) i teologiczne poprzez słuchanie czytanych mu tekstów, dyskusje i medytacje. Swoich dzieł nie pisał sam, lecz dyktował je innym w celu zapisania. 
Biskup Atanazy Wielki mianował go kierownikiem Aleksandryjskiej Szkoły Katechetycznej i funkcję tę Dydym pełnił przez około 50 lat. Mieszkał wówczas prawdopodobnie w pobliżu Aleksandrii i prowadził pustelniczy tryb życia. Do grona jego przyjaciół należeli Antoni Pustelnik i Palladius, którzy wielokrotnie odwiedzali go w jego pustelni. Wśród najwybitniejszych uczniów Dydyma wymienia się świętego Hieronima, Izydora z Peluzjum i Rufina z Akwilei.

## Nauka
Dydym pozostawał pod wpływem Orygenesa oraz Atanazego Wielkiego. Był przede wszystkim egzegetą (według Palladiusza napisał komentarze do całego Pisma Świętego). Zwalczał szczególnie mocno arianizm, pozostając na pozycjach ortodoksyjnych, czyli zgodnych z tradycją i nauką Kościoła. W swojej nauce przykładał szczególną wagę do roli Ducha Świętego, dlatego nazywany jest także “teologiem Ducha Świętego”. 
Podziw dla Orygenesa przyczynił się do głoszenia przez Dydyma także teorii nieakceptowanych przez Kościół (np. preegzystencji dusz, apokatastazy), co zadecydowało o włączeniu jego doktryny do potępionych poglądów Orygenesa przez Sobory – Konstantynopolitański II (553 rok) i III (lata 680–681) oraz Nicejski II (787 rok). 
Nauczanie Dydyma wpłynęło na wielu teologów IV wieku, zarówno na greckim Wschodzie, jak i na łacińskim Zachodzie. Współcześnie znaczna część jego spuścizny została zaakceptowana przez Kościół katolicki.

## Dzieła
Większość jego pism nie zachowała się. Do najbardziej znanych należą:
- O Duchu Świętym (Peri tu hagiu pneumatos), dzieło napisane przed 381 rokiem i liczące 63 rozdziały. Zachował się tylko przekład łaciński tego dzieła dokonany przez św. Hieronima. Z dzieła Dydyma szeroko czerpał św. Ambroży pisząc swój traktat De Spiritu Sancto[2].
- Przeciw manichejczykom, zachowane w greckim oryginale, w 18 rozdziałach.

Zachowały się liczne fragmenty dzieł egzegetycznych Dydyma, np. komentarze do Psalmów, Księgi Hioba, Przypowieści, Dziejów Apostolskich, Ewangelii św. Jana, Listu do Koryntian. 
- O Trójcy Świętej[3]

W 1941 roku w Turze koło Kairu odkryto ponad 150 zeszytów papirusowych, zawierających m.in. kilka dzieł Orygenesa i Dydyma, w tym komentarze do Księgi Rodzaju, do Księgi Hioba oraz do Księgi Zachariasza (wyd. krytyczne: L. Doutreleau SJ, Paryż 1962, SCh 83)